# 장난감 명예의 전당
장난감 명예의 전당은 많은 기간 동안 대중에게 사랑을 받아온 장난감을 기리기 위해 만든 미국의 명예의 전당이다. 1998년 오리건주의 세일럼에서 설립되었으며, 이후 2002년 뉴욕주의 로체스터로 이전하였다.
다음은 총 45개의 장난감목록이다.

## 1998-99년
| 1999년 11월 공식으로 발표했다. 윌라미트 대학교의 학생들이 미스터 포테이토 헤드와 바비의 친구 켄이 포함안된것을 알고 항의했다. |
| 1. 바비 2. 크레욜라 크레용 3. 이렉터 세트 4. 에치 어 스케치 5. 원반 장난감 6. 훌라후프 7. 레고 8. 링컨 로그 9. 구슬 10. 모노폴리 11. 플레이도 12. 라디오 플라이어 13. 롤러스케이트 14. 테디베어 15. 팅커토이 16. 뷰마스터 17. 요요 |

## 2000년
| 34개의 후보군에서 교육감 등 여러 시민 대표가 참여했다. G.I. 조, 축구공, 야구 글러브 등 몇몇 후보들은 지명을 거부하기도 하였다. |
| 1. 자전거 2. 너클본 3. 줄넘기 4. 미스터 포테이토 헤드 5. 슬링키                                                                |

## 2001년
| 82개의 후보가 참여했다. 대표들의 총 2개의 장난감을 선정하였다. 1. 실리퍼티 2. 통카 |  | . |

## 2002년
| 90개가 넘는 후보들이 있었다. 1. 직소 퍼즐 2. 래기디 앤 |

## 2003년
| 1. 블록 2. 체커 |

## 2004년
| 1. G.I. 조 2. 흔들 목마 3. 스크래블 |

## 2005년
| 1. 캔디랜드 2. 판지 상자 3. 깜짝 상자 |

## 2006년
12개의 후보만이 이번 년에 올랐다.
1. 이지 베이크 오븐
2. 라이오넬 기업

## 2007년
| 1. 아타리 2600 2. 연 3. 래기디 앤디 |

## 2008년
2008년에 다음과 같은 장난감이 추가되었다.:
1. 나뭇가지
2. 인형
3. 스케이트보드

## 2009년
2009년에 다음과 같은 장난감이 추가되었다:
| 1. 공 2. 게임보이 3. 세발자전거 |

## 2010년
2010년에는 다음과 같은 장난감이 추가되었다:
| 1. 인생 게임 2. 카드 놀이 |

## 2011년
2011년에 다음과 같은 장난감이 추가되었다.:
| 1. 핫 휠 2. 인형의 집 3. 담요 |

## 2012년
2012년에 다음과 같은 장난감이 추가되었다:
| 1. 케너 스타워즈 액션 피규어 2. 도미노 |

## 2013년
2013년 추가된 장난감 목록이다:
| 1. 체스 2. 고무 오리 |

## 2014년
| 1. 장난감 군인 2. 비눗방울 3. 루빅스 큐브 |

## 2015년
2015년 추가된 장난감 목록이다:
| 1. 꼭두각시 2. 트위스터 3. 슈퍼소커 |

## 2016년
2016년 추가된 장난감 목록이다:
| 1. 던전 & 드래곤 2. 리틀 피플 3. 그네 |

## 2017년
2017년 추가된 장난감 목록이다:
| 1. 클루 2. 위플볼 3. 종이비행기 |

## 2018년
2018년 추가된 장난감 목록이다:
| 1. 매직 8볼 2. 핀볼 3. 우노 |

## 2019년
| 1. 색칠 책 2. 매직 더 개더링 3. 매치박스 미니카 |

## 2020년
2020년 추가된 장난감 목록이다:
| 1. 베이비 낸시 2. 분필 3. 젠가 |